# Province de Caserte
Pour les articles homonymes, voir Caserta (homonymie).
La province de Caserte est une province italienne, dans la région de Campanie.
La capitale provinciale est Caserte.

## Blason
La province de Caserte a son propre blason (et étendard), reconnu par le décret du Président de la République en date du 18 avril 1951.

### Description du blason en langage nonhéraldique
De couleur bleue, aux deux cornes d’abondance d'or décussées dans la partie inférieure, introduites dans une couronne de « marquis » (marchionale), pleines à ras bords, celle de droite contenant des épis de grain et celle de gauche contenant des fruits, le tout au naturel.
Ornements extérieurs, caractéristiques des « provinces », i.e. cercle d'or orné avec les bordures lisses aux extrémités, renfermant deux branches, une de laurier et l’autre de chêne, au naturel, sortants de la couronne, se croisant et retombant vers l’extérieur.
La branche de chêne indique la force et la constance. La branche de laurier indique la noblesse et la gloire. Les branches sont nouées par un ruban aux couleurs nationales, i.e. de vert, de blanc et de rouge.

## Politique
La province de Caserte passe à droite à l'occasion des élections provinciales de 2010. À l'issue du scrutin, la répartition du conseil provincial est la suivante :
- Le Peuple de la liberté : 9 sièges
- Parti démocrate : 5 sièges
- Union de centre : 5 sièges
- Union des démocrates pour l'Europe : 2 sièges
- Italie des valeurs : 2 sièges
- Liste locale Zinzi président : 2 sièges
- Nouveau Parti socialiste italien : 2 sièges
- Gauche, écologie et liberté : 1 siège
- Mouvement pour les autonomies : 1 siège
- Modérés : 1 siège
- Parti libéral italien : 1 siège
- Alliance de centre-Démocratie chrétienne : 1 siège
- Alliance pour l'Italie : 1 siège
- Liste locale La Province que nous voulons : 1 siège
- Liberté et autonomie : 1 siège.

## Tourisme
L'attraction touristique principale de la province est le palais royal de Caserte, construit par Louis Vanvitelli et proclamé patrimoine de l'humanité par l'UNESCO : il s'agit d'un des sites culturels les plus visités en Italie.